# Eresina likouala
Eresina likouala är en fjärilsart som beskrevs av Henry Stempffer 1962. Eresina likouala ingår i släktet Eresina och familjen juvelvingar. Inga underarter finns listade i Catalogue of Life.